# Salomé (chaussure)
Pour les articles homonymes, voir Salomé.

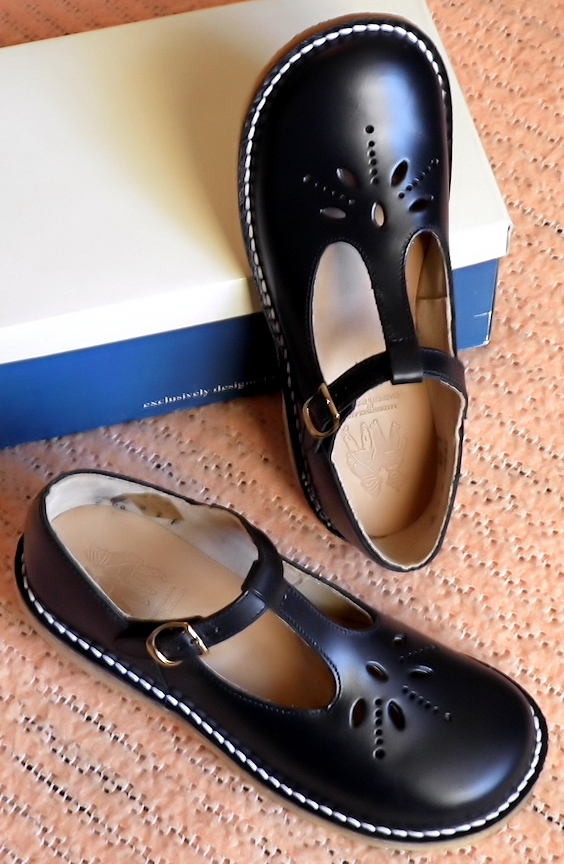
Salomés classiques de Start-rite

Un salomé est une chaussure sans languette, mais avec en lieu et place des lanières perpendiculaires qui, portées par l'empeigne (l'avant-pied), maintiennent le cou-de-pied (cheville).
Les salomés classiques type pour enfants sont faits de cuir bleu ou brun, ont une mince lanière et un mince tirant formant un « T » et attachés par une boucle, une empeigne large et arrondie percée d'un motif de perforations, un talon bas, et une semelle extérieure en crêpe surpiquée à l'empeigne. Chez les garçons, les salomés sont traditionnellement portés avec chaussettes, culotte courte, et chemise.

## Histoire
Aperçus pour la première fois en Europe et en Amérique au début du XXe siècle, les salomés deviennent très courants chez les enfants dans les années 1950, et notamment chez les garçons où ils supplantent les babies d'avant-guerre. Le port des salomés décline après les années 1960 néanmoins, à la suite de la révolution culturelle et vestimentaire qui balaie l'Occident.
Aujourd'hui, les salomés pour enfants, notamment les styles plus classiques, sont souvent considérés comme des chaussures semi-habillées, appropriées à l'école (certains établissements primaires au Royaume-Uni exigent que les élèves en portent avec leur uniforme). Ils peuvent aussi être perçus comme des chaussures habillées pour garçons, convenant aux cérémonies religieuses, aux mariages, aux visites, et aux goûters d'anniversaire par exemple. Des styles plus modernes sont également portés dans des contextes plus décontractés, cependant : aires de jeux, centres commerciaux, etc. Bien que moins en vogue que par le passé, les salomés restent un classique intemporel de la mode pour enfants et, pour beaucoup de personnes, un symbole de l'enfance.
Il existe des salomés qui sont conçus de façon différente pour que les enfants puissent les mettre tout seuls : la chaussure est alors composée d'une languette souple qui se positionne instinctivement sur le cou-de-pied, un quartier est prolongé avec une partie velcro incrusté, et d'une bride insérée à l'intérieur de l'autre quartier ajustable en fonction du cou-de-pied sur la partie velcro incrusté. L'invention est résumée dans le brevet européen nº EP1788902, conçu par une Française.
Pour adultes, les salomés peuvent être composés d'un petit talon, voire d'un talon très haut.